# Microstylum barbarosa
Microstylum barbarosa är en tvåvingeart som först beskrevs av Christian Rudolph Wilhelm Wiedemann 1828.  Microstylum barbarosa ingår i släktet Microstylum och familjen rovflugor. Inga underarter finns listade i Catalogue of Life.